# إيميليو رودريغيث
إيميليو رودريغيث (بالإسبانية: Emilio Rodríguez Barros)‏ (مواليد 28 نوفمبر 1923 - الوفاة 21 فبراير 1984) كان دراج إسباني في صنف سباق الدراجات على الطريق.

## سباقات أو مراحل فاز بها
- طواف إسبانيا

## روابط خارجية
- إيميليو رودريغيث على موقع أرشيف الدراجات (الإنجليزية)
- إيميليو رودريغيث على موقع إحصائيات الدراجات الإحترافية (الإنجليزية)
- إيميليو رودريغيث على موقع CycleBase (الإنجليزية)